# Myersinella uncodonta
Myersinella uncodonta är en hjuldjursart som beskrevs av De Smet 2007. Myersinella uncodonta ingår i släktet Myersinella och familjen Dicranophoridae. Inga underarter finns listade i Catalogue of Life.